# Classique de Saint-Sébastien féminine 2021
La 2e édition de la Classique de Saint-Sébastien féminine a lieu le 31 juillet 2021. La course fait partie de l'UCI World Tour féminin. La course devait initialement avoir lieu en mai et par étapes. Elle est remportée par la Néerlandaise Annemiek van Vleuten.

## Présentation

### Parcours
La course emprunte le col d'Aia puis le Jaizkibel, Gurutze et Murgil-Tontorra à huit kilomètres de l'arrivée.

### Équipes
| UCI Women's WorldTeams (6)- Alé BTC Ljubljana - Team BikeExchange - FDJ-Nouvelle Aquitaine-Futuroscope - Liv Racing - Movistar Team - Trek-Segafredo Équipes féminines continentales (11)- A.R. Monex - Bizkaia-Durango - Ceratizit-WNT Pro Cycling - Eneicat-RBH Global-Martin Villa - Farto-BTC - Laboral Kutxa-Fundacion Euskadi - Massi Tactic - Río Miera-Cantabria Deporte - Sopela - Top Girls Fassa Bortolo - Valcar-Travel & Service Équipe régionale et de club- Centre mondial du Cyclisme |
| |

## Favorites
Annemiek van Vleuten deuxième de la course en ligne des Jeux olympiques fait figure de favorite. Sa réacclimatation est une inconnue. La formation SD Worx est absente. La vainqueur sortante, Lucy Kennedy va tenter de rééditer sa performance. Ruth Winder était également à Tokyo et a montré une bonne forme.

## Récit de la course
Giorgia Vettorello est la première échappée. Son avance reste néanmoins sous la minute. Elle est reprise par un groupe de neuf coureuses, lui-même repris à soixante-quinze kilomètres de l'arrivée. Dans Jaizkibel, Évita Muzic, Pauliena Rooijakkers et Ane Santesteban attaquent. Elles ont une minute quatorze d'avance au sommet. Dans la descente, Audrey Cordon-Ragot et Olivia Baril reviennent sur la tête. Juste avant la côte de Gurutze, Tatiana Guderzo revient également sur l'avant. Elles ont alors deux minutes d'avance sur le peloton. La poursuite de la Movistar réduit néanmoins l'écart à quarante secondes au pied de la montée finale. Dans celle-ci, Audrey Cordon Ragot attaque et n'est pas suivie. Derrière, Annemiek van Vleuten passe à l'offensive. Le reste de l'échappée est repris. Sabrina Stultiens et Ruth Winder font également la jonction avec l'échappée qui est alor quinze secondes derrière Cordon Ragot. Van Vleuten sort de ce groupe et n'est plus revue. Ruth Winder part à sa poursuite et prend la deuxième place. Tatiana Guderzo est troisième.

## Classements

### Classement final
| \| Classement général \| Classement général \| Classement général \| Classement général \| Classement général \| \| Coureuse \| Coureuse \| Pays \| Équipe \| Temps \| \| ------------------ \| -------------------- \| ------------------ \| ---------------------------------- \| ------------------ \| \| 1re \| Annemiek van Vleuten \| Pays-Bas \| Movistar Team \| 3 h 53 min 37 s \| \| 2e \| Ruth Edwards \| États-Unis \| Trek-Segafredo \| + 36 s \| \| 3e \| Tatiana Guderzo \| Italie \| Alé BTC Ljubljana \| + 1 min 35 s \| \| 4e \| Sabrina Stultiens \| Pays-Bas \| Liv Racing \| + 1 min 35 s \| \| 5e \| Évita Muzic \| France \| FDJ-Nouvelle Aquitaine-Futuroscope \| + 1 min 35 s \| \| 6e \| Brodie Chapman \| Australie \| FDJ-Nouvelle Aquitaine-Futuroscope \| + 1 min 35 s \| \| 7e \| Pauliena Rooijakkers \| Pays-Bas \| Liv Racing \| + 1 min 38 s \| \| 8e \| Audrey Cordon-Ragot \| France \| Trek-Segafredo \| + 1 min 52 s \| \| 9e \| Erica Magnaldi \| Italie \| Ceratizit-WNT Pro Cycling \| + 1 min 52 s \| \| 10e \| Ellen van Dijk \| Pays-Bas \| Trek-Segafredo \| + 1 min 52 s \| \| 11e \| Jeanne Korevaar \| Pays-Bas \| Liv Racing \| + 2 min 00 s \| \| 12e \| Janneke Ensing \| Pays-Bas \| Team BikeExchange \| + 2 min 12 s \| \| 13e \| Eugénie Duval \| France \| FDJ-Nouvelle Aquitaine-Futuroscope \| + 2 min 12 s \| \| 14e \| Urša Pintar \| Slovénie \| Alé BTC Ljubljana \| + 2 min 12 s \| \| 15e \| Tereza Neumanová \| Tchéquie \| Centre mondial du cyclisme \| + 2 min 53 s \| \| 16e \| Sarah Roy \| Australie \| Team BikeExchange \| + 2 min 53 s \| \| 17e \| Katia Ragusa \| Italie \| A.R. Monex Women's \| + 2 min 53 s \| \| 18e \| Marta Jaskulska \| Pologne \| Liv Racing \| + 2 min 53 s \| \| 19e \| Shirin van Anrooij \| Pays-Bas \| Trek-Segafredo \| + 2 min 53 s \| \| 20e \| Victorie Guilman \| France \| FDJ-Nouvelle Aquitaine-Futuroscope \| + 2 min 53 s \| |                      |            |                                    |                 |
| |                      |            |                                    |                 |
| Source : ProCyclingStats |                      |            |                                    |                 |
| Classement général |                      |            |                                    |                 |
| Coureuse | Coureuse             | Pays       | Équipe                             | Temps           |
| 1re | Annemiek van Vleuten | Pays-Bas   | Movistar Team                      | 3 h 53 min 37 s |
| 2e | Ruth Edwards         | États-Unis | Trek-Segafredo                     | + 36 s          |
| 3e | Tatiana Guderzo      | Italie     | Alé BTC Ljubljana                  | + 1 min 35 s    |
| 4e | Sabrina Stultiens    | Pays-Bas   | Liv Racing                         | + 1 min 35 s    |
| 5e | Évita Muzic          | France     | FDJ-Nouvelle Aquitaine-Futuroscope | + 1 min 35 s    |
| 6e | Brodie Chapman       | Australie  | FDJ-Nouvelle Aquitaine-Futuroscope | + 1 min 35 s    |
| 7e | Pauliena Rooijakkers | Pays-Bas   | Liv Racing                         | + 1 min 38 s    |
| 8e | Audrey Cordon-Ragot  | France     | Trek-Segafredo                     | + 1 min 52 s    |
| 9e | Erica Magnaldi       | Italie     | Ceratizit-WNT Pro Cycling          | + 1 min 52 s    |
| 10e | Ellen van Dijk       | Pays-Bas   | Trek-Segafredo                     | + 1 min 52 s    |
| 11e | Jeanne Korevaar      | Pays-Bas   | Liv Racing                         | + 2 min 00 s    |
| 12e | Janneke Ensing       | Pays-Bas   | Team BikeExchange                  | + 2 min 12 s    |
| 13e | Eugénie Duval        | France     | FDJ-Nouvelle Aquitaine-Futuroscope | + 2 min 12 s    |
| 14e | Urša Pintar          | Slovénie   | Alé BTC Ljubljana                  | + 2 min 12 s    |
| 15e | Tereza Neumanová     | Tchéquie   | Centre mondial du cyclisme         | + 2 min 53 s    |
| 16e | Sarah Roy            | Australie  | Team BikeExchange                  | + 2 min 53 s    |
| 17e | Katia Ragusa         | Italie     | A.R. Monex Women's                 | + 2 min 53 s    |
| 18e | Marta Jaskulska      | Pologne    | Liv Racing                         | + 2 min 53 s    |
| 19e | Shirin van Anrooij   | Pays-Bas   | Trek-Segafredo                     | + 2 min 53 s    |
| 20e | Victorie Guilman     | France     | FDJ-Nouvelle Aquitaine-Futuroscope | + 2 min 53 s    |

### UCI World Tour

#### Points attribués
| Position           | 1er | 2e  | 3e  | 4e  | 5e  | 6e  | 7e  | 8e  | 9e | 10e | 11e | 12e | 13e | 14e | 15e | 16e à 20e | 21e à 30e | 31e à 40e |
| Classement général | 400 | 320 | 260 | 220 | 180 | 140 | 120 | 100 | 80 | 68  | 56  | 48  | 40  | 32  | 28  | 24        | 16        | 8         |

| Classement par points | Classement par points | Classement par points | Classement par points              | Classement par points |
| Coureuse              | Coureuse              | Pays                  | Équipe                             | Points                |
| --------------------- | --------------------- | --------------------- | ---------------------------------- | --------------------- |
| 1re                   | Annemiek van Vleuten  | Pays-Bas              | Movistar Team                      | 2196 pts              |
| 2e                    | Demi Vollering        | Pays-Bas              | SD Worx                            | 1831 pts              |
| 3e                    | Marianne Vos          | Pays-Bas              | Jumbo-Visma Women Team             | 1744 pts              |
| 4e                    | Elisa Longo Borghini  | Italie                | Trek-Segafredo                     | 1664 pts              |
| 5e                    | Anna van der Breggen  | Pays-Bas              | SD Worx                            | 1640 pts              |
| 6e                    | Cecilie Uttrup Ludwig | Danemark              | FDJ-Nouvelle Aquitaine-Futuroscope | 1413 pts              |
| 7e                    | Katarzyna Niewiadoma  | Pologne               | Canyon-SRAM Racing                 | 1188 pts              |
| 8e                    | Grace Brown           | Australie             | Team BikeExchange                  | 1066 pts              |
| 9e                    | Soraya Paladin        | Italie                | Liv Racing                         | 658 pts               |
| 10e                   | Lisa Brennauer        | Allemagne             | Ceratizit-WNT Pro Cycling          | 604 pts               |

| Classement par points | Classement par points | Classement par points | Classement par points              | Classement par points |
| Coureuse              | Coureuse              | Pays                  | Équipe                             | Points                |
| --------------------- | --------------------- | --------------------- | ---------------------------------- | --------------------- |
| 1re                   | Annemiek van Vleuten  | Pays-Bas              | Movistar Team                      | 2196 pts              |
| 2e                    | Demi Vollering        | Pays-Bas              | SD Worx                            | 1831 pts              |
| 3e                    | Marianne Vos          | Pays-Bas              | Jumbo-Visma Women Team             | 1744 pts              |
| 4e                    | Elisa Longo Borghini  | Italie                | Trek-Segafredo                     | 1664 pts              |
| 5e                    | Anna van der Breggen  | Pays-Bas              | SD Worx                            | 1640 pts              |
| 6e                    | Cecilie Uttrup Ludwig | Danemark              | FDJ-Nouvelle Aquitaine-Futuroscope | 1413 pts              |
| 7e                    | Katarzyna Niewiadoma  | Pologne               | Canyon-SRAM Racing                 | 1188 pts              |
| 8e                    | Grace Brown           | Australie             | Team BikeExchange                  | 1066 pts              |
| 9e                    | Soraya Paladin        | Italie                | Liv Racing                         | 658 pts               |
| 10e                   | Lisa Brennauer        | Allemagne             | Ceratizit-WNT Pro Cycling          | 604 pts               |

| Classement du meilleur jeune | Classement du meilleur jeune | Classement du meilleur jeune | Classement du meilleur jeune       | Classement du meilleur jeune |
| Coureuse                     | Coureuse                     | Pays                         | Équipe                             | Points                       |
| ---------------------------- | ---------------------------- | ---------------------------- | ---------------------------------- | ---------------------------- |
| 1re                          | Évita Muzic                  | France                       | FDJ-Nouvelle Aquitaine-Futuroscope | 24 pts                       |
| 2e                           | Niamh Fisher-Black           | Nouvelle-Zélande             | SD Worx                            | 24 pts                       |
| 3e                           | Maria Novolodskaya           | Russie                       | A.R. Monex Women's                 | 22 pts                       |
| 4e                           | Emma Norsgaard               | Danemark                     | Movistar Team                      | 14 pts                       |
| 5e                           | Mischa Bredewold             | Pays-Bas                     | Parkhotel Valkenburg               | 6 pts                        |
| 6e                           | Sarah Gigante                | Australie                    | Tibco-Silicon Valley Bank          | 6 pts                        |
| 7e                           | Vittoria Guazzini            | Italie                       | Valcar-Travel & Service            | 6 pts                        |
| 8e                           | Marta Jaskulska              | Pologne                      | Liv Racing                         | 4 pts                        |
| 9e                           | Barbara Malcotti             | Italie                       | Valcar-Travel & Service            | 4 pts                        |
| 10e                          | Franziska Koch               | Allemagne                    | Team DSM                           | 4 pts                        |

| Classement du meilleur jeune | Classement du meilleur jeune | Classement du meilleur jeune | Classement du meilleur jeune       | Classement du meilleur jeune |
| Coureuse                     | Coureuse                     | Pays                         | Équipe                             | Points                       |
| ---------------------------- | ---------------------------- | ---------------------------- | ---------------------------------- | ---------------------------- |
| 1re                          | Évita Muzic                  | France                       | FDJ-Nouvelle Aquitaine-Futuroscope | 24 pts                       |
| 2e                           | Niamh Fisher-Black           | Nouvelle-Zélande             | SD Worx                            | 24 pts                       |
| 3e                           | Maria Novolodskaya           | Russie                       | A.R. Monex Women's                 | 22 pts                       |
| 4e                           | Emma Norsgaard               | Danemark                     | Movistar Team                      | 14 pts                       |
| 5e                           | Mischa Bredewold             | Pays-Bas                     | Parkhotel Valkenburg               | 6 pts                        |
| 6e                           | Sarah Gigante                | Australie                    | Tibco-Silicon Valley Bank          | 6 pts                        |
| 7e                           | Vittoria Guazzini            | Italie                       | Valcar-Travel & Service            | 6 pts                        |
| 8e                           | Marta Jaskulska              | Pologne                      | Liv Racing                         | 4 pts                        |
| 9e                           | Barbara Malcotti             | Italie                       | Valcar-Travel & Service            | 4 pts                        |
| 10e                          | Franziska Koch               | Allemagne                    | Team DSM                           | 4 pts                        |

| Classement par équipes aux points | Classement par équipes aux points  | Classement par équipes aux points | Classement par équipes aux points |
| Équipe                            | Équipe                             | Pays                              | Points                            |
| --------------------------------- | ---------------------------------- | --------------------------------- | --------------------------------- |
| 1re                               | SD Worx                            | Pays-Bas                          | 5191 pts                          |
| 2e                                | Movistar Team                      | Espagne                           | 3304 pts                          |
| 3e                                | Trek-Segafredo                     | États-Unis                        | 3018 pts                          |
| 4e                                | FDJ-Nouvelle Aquitaine-Futuroscope | France                            | 2574 pts                          |
| 5e                                | Liv Racing                         | Pays-Bas                          | 2237 pts                          |
| 6e                                | Jumbo-Visma                        | Pays-Bas                          | 1992 pts                          |
| 7e                                | Team BikeExchange                  | Australie                         | 1956 pts                          |
| 8e                                | Canyon-SRAM Racing                 | Allemagne                         | 1755 pts                          |
| 9e                                | Alé BTC Ljubljana                  | Italie                            | 1450 pts                          |
| 10e                               | Ceratizit-WNT Pro Cycling          | Allemagne                         | 1164 pts                          |

| Classement par équipes aux points | Classement par équipes aux points  | Classement par équipes aux points | Classement par équipes aux points |
| Équipe                            | Équipe                             | Pays                              | Points                            |
| --------------------------------- | ---------------------------------- | --------------------------------- | --------------------------------- |
| 1re                               | SD Worx                            | Pays-Bas                          | 5191 pts                          |
| 2e                                | Movistar Team                      | Espagne                           | 3304 pts                          |
| 3e                                | Trek-Segafredo                     | États-Unis                        | 3018 pts                          |
| 4e                                | FDJ-Nouvelle Aquitaine-Futuroscope | France                            | 2574 pts                          |
| 5e                                | Liv Racing                         | Pays-Bas                          | 2237 pts                          |
| 6e                                | Jumbo-Visma                        | Pays-Bas                          | 1992 pts                          |
| 7e                                | Team BikeExchange                  | Australie                         | 1956 pts                          |
| 8e                                | Canyon-SRAM Racing                 | Allemagne                         | 1755 pts                          |
| 9e                                | Alé BTC Ljubljana                  | Italie                            | 1450 pts                          |
| 10e                               | Ceratizit-WNT Pro Cycling          | Allemagne                         | 1164 pts                          |

## Liste des participantes
| Légende | Légende                                                                       | Légende | Légende                                                    |
| ------- | ----------------------------------------------------------------------------- | ------- | ---------------------------------------------------------- |
| Num     | Dossard de départ porté par le coureur sur cette Classique de Saint-Sébastien | Pos     | Position à l'arrivée de la course                          |
|         | Indique un maillot de champion national ou mondial, suivi de sa spécialité    | NP      | Indique un coureur qui n'a pas pris le départ de la course |
| AB      | Indique un coureur qui n'a pas terminé la course                              | HD      | Indique un coureur qui a terminé la course hors des délais |

| Team BikeExchange BEX | Team BikeExchange BEX   | Team BikeExchange BEX |
| --------------------- | ----------------------- | --------------------- |
| Num                   | Coureuse                | Pos                   |
| 1                     | Lucy Kennedy (AUS)      | 45e                   |
| 2                     | Ane Santesteban (ESP)   | 22e                   |
| 3                     | Janneke Ensing (NED)    | 12e                   |
| 4                     | Jessica Allen (GBR)     | AB                    |
| 5                     | Sarah Roy (AUS) (route) | 16e                   |
| 6                     | Urška Žigart (SLO)      | 36e                   |

| Movistar Team MOV | Movistar Team MOV                  | Movistar Team MOV |
| ----------------- | ---------------------------------- | ----------------- |
| Num               | Coureuse                           | Pos               |
| 11                | Annemiek van Vleuten (NED) (route) | 1re               |
| 12                | Alicia González (ESP)              | 42e               |
| 13                | Jelena Erić (SRB) (route)          | 46e               |
| 14                | Sara Martín (ESP)                  | 29e               |
| 15                | Lourdes Oyarbide (ESP)             | 41e               |
| 16                | Gloria Rodríguez (ESP)             | 43e               |

| Trek-Segafredo TFS | Trek-Segafredo TFS        | Trek-Segafredo TFS |
| ------------------ | ------------------------- | ------------------ |
| Num                | Coureuse                  | Pos                |
| 21                 | Elynor Bäckstedt (GBR)    | AB                 |
| 22                 | Audrey Cordon-Ragot (FRA) | 8e                 |
| 23                 | Lauretta Hanson (AUS)     | 33e                |
| 24                 | Shirin van Anrooij (NED)  | 19e                |
| 25                 | Ellen van Dijk (NED)      | 10e                |
| 26                 | Ruth Edwards (USA)        | 2e                 |

| Liv Racing LIV | Liv Racing LIV             | Liv Racing LIV |
| -------------- | -------------------------- | -------------- |
| Num            | Coureuse                   | Pos            |
| 31             | Sofia Bertizzolo (ITA)     | AB             |
| 32             | Marta Jaskulska (POL)      | 18e            |
| 33             | Jeanne Korevaar (NED)      | 11e            |
| 34             | Soraya Paladin (ITA)       | 26e            |
| 35             | Pauliena Rooijakkers (NED) | 7e             |
| 36             | Sabrina Stultiens (NED)    | 4e             |

| FDJ-Nouvelle Aquitaine-Futuroscope FDJ | FDJ-Nouvelle Aquitaine-Futuroscope FDJ | FDJ-Nouvelle Aquitaine-Futuroscope FDJ |
| -------------------------------------- | -------------------------------------- | -------------------------------------- |
| Num                                    | Coureuse                               | Pos                                    |
| 41                                     | Brodie Chapman (AUS)                   | 6e                                     |
| 42                                     | Évita Muzic (FRA) (route)              | 5e                                     |
| 43                                     | Eugénie Duval (FRA)                    | 13e                                    |
| 44                                     | Jade Wiel (FRA)                        | 34e                                    |
| 46                                     | Victorie Guilman (FRA)                 | 20e                                    |

| Alé BTC Ljubljana ALE | Alé BTC Ljubljana ALE    | Alé BTC Ljubljana ALE |
| --------------------- | ------------------------ | --------------------- |
| Num                   | Coureuse                 | Pos                   |
| 51                    | Tatiana Guderzo (ITA)    | 3e                    |
| 52                    | Sophie Wright (GBR)      | AB                    |
| 53                    | Maaike Boogaard (NED)    | 39e                   |
| 54                    | Anastasia Chursina (RUS) | 28e                   |
| 56                    | Urša Pintar (SLO)        | 14e                   |

| Ceratizit-WNT Pro Cycling WNT | Ceratizit-WNT Pro Cycling WNT   | Ceratizit-WNT Pro Cycling WNT |
| ----------------------------- | ------------------------------- | ----------------------------- |
| Num                           | Coureuse                        | Pos                           |
| 61                            | Erica Magnaldi (ITA)            | 9e                            |
| 63                            | Kathrin Hammes (GER)            | 23e                           |
| 64                            | Maria Giulia Confalonieri (ITA) | AB                            |
| 65                            | Laura Asencio (FRA)             | AB                            |
| 66                            | Sarah Rijkes (AUT)              | AB                            |

| Valcar-Travel & Service VAL | Valcar-Travel & Service VAL | Valcar-Travel & Service VAL |
| --------------------------- | --------------------------- | --------------------------- |
| Num                         | Coureuse                    | Pos                         |
| 71                          | Alice Maria Arzuffi (ITA)   | 27e                         |
| 72                          | Federica Piergiovanni (ITA) | 47e                         |
| 73                          | Margaux Vigié (FRA)         | 40e                         |
| 74                          | Silvia Persico (ITA)        | 25e                         |
| 75                          | Silvia Magri (ITA)          | AB                          |
| 76                          | Elena Pirrone (ITA)         | 30e                         |

| A.R. Monex Women's ASA | A.R. Monex Women's ASA        | A.R. Monex Women's ASA |
| ---------------------- | ----------------------------- | ---------------------- |
| Num                    | Coureuse                      | Pos                    |
| 81                     | Eider Merino (ESP)            | 32e                    |
| 82                     | Ariadna Gutiérrez (MEX)       | AB                     |
| 83                     | Katia Ragusa (ITA)            | 17e                    |
| 84                     | Andrea Ramírez (MEX)          | AB                     |
| 85                     | Maria Vittoria Sperotto (ITA) | AB                     |

| Eneicat-RBH EIC | Eneicat-RBH EIC       | Eneicat-RBH EIC |
| --------------- | --------------------- | --------------- |
| Num             | Coureuse              | Pos             |
| 91              | Anna Baidak (RUS)     | AB              |
| 92              | Lija Laizāne (LAT)    | AB              |
| 93              | Alessia Bulleri (ITA) | AB              |
| 94              | Julia Biryukova (UKR) | 31e             |
| 95              | Katia Martinez (MEX)  | AB              |
| 96              | Ziortza Isasi (ESP)   | AB              |

| Massi Tactic MAT | Massi Tactic MAT             | Massi Tactic MAT |
| ---------------- | ---------------------------- | ---------------- |
| Num              | Coureuse                     | Pos              |
| 101              | Maaike Coljé (NED)           | AB               |
| 102              | Mireia Trias (ESP)           | 38e              |
| 103              | Olivia Baril (CAN)           | 21e              |
| 104              | Patricia Ortega Ruiz (ESP)   | AB               |
| 105              | Špela Kern (SLO)             | 35e              |
| 106              | Martina Moreno Monteys (ESP) | AB               |

| Top Girls Fassa Bortolo TOP | Top Girls Fassa Bortolo TOP | Top Girls Fassa Bortolo TOP |
| --------------------------- | --------------------------- | --------------------------- |
| Num                         | Coureuse                    | Pos                         |
| 111                         | Giorgia Vettorello (ITA)    | AB                          |
| 112                         | Giorgia Bariani (ITA)       | AB                          |
| 113                         | Greta Marturano (ITA)       | AB                          |
| 114                         | Vanessa Michieletto (ITA)   | AB                          |
| 115                         | Elisa Dalla Valle (ITA)     | AB                          |
| 116                         | Debora Silvestri (ITA)      | 24e                         |

| Centre mondial du cyclisme WCC | Centre mondial du cyclisme WCC | Centre mondial du cyclisme WCC |
| ------------------------------ | ------------------------------ | ------------------------------ |
| Num                            | Coureuse                       | Pos                            |
| 121                            | Tereza Neumanová (CZE) (route) | 15e                            |
| 122                            | Ana Ruiz González (ESP)        | AB                             |
| 124                            | Nicole Hanselmann (SUI)        | AB                             |
| 125                            | Małgorzata Jasińska (POL)      | AB                             |
| 126                            | Luciana Roland (ARG)           | AB                             |

| Bizkaia-Durango BDP | Bizkaia-Durango BDP   | Bizkaia-Durango BDP |
| ------------------- | --------------------- | ------------------- |
| Num                 | Coureuse              | Pos                 |
| 131                 | Amaia Lartitegi (ESP) | AB                  |
| 132                 | Lucía González (ESP)  | AB                  |
| 133                 | Lydia Iglesias (ESP)  | AB                  |
| 135                 | Daniela Campos (POR)  | AB                  |
| 135                 | Ariana Gilabert (ESP) | AB                  |

| Farto-BTC FAR | Farto-BTC FAR                 | Farto-BTC FAR |
| ------------- | ----------------------------- | ------------- |
| Num           | Coureuse                      | Pos           |
| 141           | Enara López Gallastegi (ESP)  | AB            |
| 142           | Melissa Maia (POR)            | 44e           |
| 143           | Carla Fernandez Torres (ESP)  | AB            |
| 144           | Liliana Jesus (POR)           | AB            |
| 145           | Maria Del Pilar Jimenez (ESP) | AB            |
| 146           | Diana Pedrosa (POR)           | AB            |

| Sopela Women's Team SWT | Sopela Women's Team SWT        | Sopela Women's Team SWT |
| ----------------------- | ------------------------------ | ----------------------- |
| Num                     | Coureuse                       | Pos                     |
| 151                     | Naia Amondarain Gazañaga (ESP) | AB                      |
| 152                     | Maria Banlles Santamaria (ESP) | AB                      |
| 153                     | Claire Steels (GBR)            | 48e                     |
| 154                     | Sofía Rodríguez (ESP)          | AB                      |
| 155                     | Ines Cantera (ESP)             | AB                      |
| 156                     | Natalia Saiz (ESP)             | AB                      |

| Río Miera-Cantabria Deporte RMC | Río Miera-Cantabria Deporte RMC | Río Miera-Cantabria Deporte RMC |
| ------------------------------- | ------------------------------- | ------------------------------- |
| Num                             | Coureuse                        | Pos                             |
| 161                             | Elisabet Escursell Valero (ESP) | AB                              |
| 162                             | Nerea Nuno Iglesias (ESP)       | AB                              |
| 163                             | Paula Diaz (ESP)                | AB                              |
| 164                             | Irene Mendez Melgarejo (ESP)    | AB                              |
| 165                             | Fie Østerby                     | AB                              |
| 166                             | Susana Perez (ESP)              | AB                              |

| Laboral Kutxa-Fundación Euskadi LKF | Laboral Kutxa-Fundación Euskadi LKF | Laboral Kutxa-Fundación Euskadi LKF |
| ----------------------------------- | ----------------------------------- | ----------------------------------- |
| Num                                 | Coureuse                            | Pos                                 |
| 171                                 | Idoia Eraso (ESP)                   | 37e                                 |
| 172                                 | Eukene Larrarte (ESP)               | AB                                  |
| 173                                 | Garazi Estevez (ESP)                | AB                                  |
| 174                                 | Irantzu Beloki (ESP)                | AB                                  |
| 175                                 | Ainhize Barrainkua (ESP)            | AB                                  |
| 176                                 | Elena Cuenca (ESP)                  | AB                                  |

| Team BikeExchange BEX | Team BikeExchange BEX   | Team BikeExchange BEX |
| --------------------- | ----------------------- | --------------------- |
| Num                   | Coureuse                | Pos                   |
| 1                     | Lucy Kennedy (AUS)      | 45e                   |
| 2                     | Ane Santesteban (ESP)   | 22e                   |
| 3                     | Janneke Ensing (NED)    | 12e                   |
| 4                     | Jessica Allen (GBR)     | AB                    |
| 5                     | Sarah Roy (AUS) (route) | 16e                   |
| 6                     | Urška Žigart (SLO)      | 36e                   |

| Movistar Team MOV | Movistar Team MOV                  | Movistar Team MOV |
| ----------------- | ---------------------------------- | ----------------- |
| Num               | Coureuse                           | Pos               |
| 11                | Annemiek van Vleuten (NED) (route) | 1re               |
| 12                | Alicia González (ESP)              | 42e               |
| 13                | Jelena Erić (SRB) (route)          | 46e               |
| 14                | Sara Martín (ESP)                  | 29e               |
| 15                | Lourdes Oyarbide (ESP)             | 41e               |
| 16                | Gloria Rodríguez (ESP)             | 43e               |

| Trek-Segafredo TFS | Trek-Segafredo TFS        | Trek-Segafredo TFS |
| ------------------ | ------------------------- | ------------------ |
| Num                | Coureuse                  | Pos                |
| 21                 | Elynor Bäckstedt (GBR)    | AB                 |
| 22                 | Audrey Cordon-Ragot (FRA) | 8e                 |
| 23                 | Lauretta Hanson (AUS)     | 33e                |
| 24                 | Shirin van Anrooij (NED)  | 19e                |
| 25                 | Ellen van Dijk (NED)      | 10e                |
| 26                 | Ruth Edwards (USA)        | 2e                 |

| Liv Racing LIV | Liv Racing LIV             | Liv Racing LIV |
| -------------- | -------------------------- | -------------- |
| Num            | Coureuse                   | Pos            |
| 31             | Sofia Bertizzolo (ITA)     | AB             |
| 32             | Marta Jaskulska (POL)      | 18e            |
| 33             | Jeanne Korevaar (NED)      | 11e            |
| 34             | Soraya Paladin (ITA)       | 26e            |
| 35             | Pauliena Rooijakkers (NED) | 7e             |
| 36             | Sabrina Stultiens (NED)    | 4e             |

| FDJ-Nouvelle Aquitaine-Futuroscope FDJ | FDJ-Nouvelle Aquitaine-Futuroscope FDJ | FDJ-Nouvelle Aquitaine-Futuroscope FDJ |
| -------------------------------------- | -------------------------------------- | -------------------------------------- |
| Num                                    | Coureuse                               | Pos                                    |
| 41                                     | Brodie Chapman (AUS)                   | 6e                                     |
| 42                                     | Évita Muzic (FRA) (route)              | 5e                                     |
| 43                                     | Eugénie Duval (FRA)                    | 13e                                    |
| 44                                     | Jade Wiel (FRA)                        | 34e                                    |
| 46                                     | Victorie Guilman (FRA)                 | 20e                                    |

| Alé BTC Ljubljana ALE | Alé BTC Ljubljana ALE    | Alé BTC Ljubljana ALE |
| --------------------- | ------------------------ | --------------------- |
| Num                   | Coureuse                 | Pos                   |
| 51                    | Tatiana Guderzo (ITA)    | 3e                    |
| 52                    | Sophie Wright (GBR)      | AB                    |
| 53                    | Maaike Boogaard (NED)    | 39e                   |
| 54                    | Anastasia Chursina (RUS) | 28e                   |
| 56                    | Urša Pintar (SLO)        | 14e                   |

| Ceratizit-WNT Pro Cycling WNT | Ceratizit-WNT Pro Cycling WNT   | Ceratizit-WNT Pro Cycling WNT |
| ----------------------------- | ------------------------------- | ----------------------------- |
| Num                           | Coureuse                        | Pos                           |
| 61                            | Erica Magnaldi (ITA)            | 9e                            |
| 63                            | Kathrin Hammes (GER)            | 23e                           |
| 64                            | Maria Giulia Confalonieri (ITA) | AB                            |
| 65                            | Laura Asencio (FRA)             | AB                            |
| 66                            | Sarah Rijkes (AUT)              | AB                            |

| Valcar-Travel & Service VAL | Valcar-Travel & Service VAL | Valcar-Travel & Service VAL |
| --------------------------- | --------------------------- | --------------------------- |
| Num                         | Coureuse                    | Pos                         |
| 71                          | Alice Maria Arzuffi (ITA)   | 27e                         |
| 72                          | Federica Piergiovanni (ITA) | 47e                         |
| 73                          | Margaux Vigié (FRA)         | 40e                         |
| 74                          | Silvia Persico (ITA)        | 25e                         |
| 75                          | Silvia Magri (ITA)          | AB                          |
| 76                          | Elena Pirrone (ITA)         | 30e                         |

| A.R. Monex Women's ASA | A.R. Monex Women's ASA        | A.R. Monex Women's ASA |
| ---------------------- | ----------------------------- | ---------------------- |
| Num                    | Coureuse                      | Pos                    |
| 81                     | Eider Merino (ESP)            | 32e                    |
| 82                     | Ariadna Gutiérrez (MEX)       | AB                     |
| 83                     | Katia Ragusa (ITA)            | 17e                    |
| 84                     | Andrea Ramírez (MEX)          | AB                     |
| 85                     | Maria Vittoria Sperotto (ITA) | AB                     |

| Eneicat-RBH EIC | Eneicat-RBH EIC       | Eneicat-RBH EIC |
| --------------- | --------------------- | --------------- |
| Num             | Coureuse              | Pos             |
| 91              | Anna Baidak (RUS)     | AB              |
| 92              | Lija Laizāne (LAT)    | AB              |
| 93              | Alessia Bulleri (ITA) | AB              |
| 94              | Julia Biryukova (UKR) | 31e             |
| 95              | Katia Martinez (MEX)  | AB              |
| 96              | Ziortza Isasi (ESP)   | AB              |

| Massi Tactic MAT | Massi Tactic MAT             | Massi Tactic MAT |
| ---------------- | ---------------------------- | ---------------- |
| Num              | Coureuse                     | Pos              |
| 101              | Maaike Coljé (NED)           | AB               |
| 102              | Mireia Trias (ESP)           | 38e              |
| 103              | Olivia Baril (CAN)           | 21e              |
| 104              | Patricia Ortega Ruiz (ESP)   | AB               |
| 105              | Špela Kern (SLO)             | 35e              |
| 106              | Martina Moreno Monteys (ESP) | AB               |

| Top Girls Fassa Bortolo TOP | Top Girls Fassa Bortolo TOP | Top Girls Fassa Bortolo TOP |
| --------------------------- | --------------------------- | --------------------------- |
| Num                         | Coureuse                    | Pos                         |
| 111                         | Giorgia Vettorello (ITA)    | AB                          |
| 112                         | Giorgia Bariani (ITA)       | AB                          |
| 113                         | Greta Marturano (ITA)       | AB                          |
| 114                         | Vanessa Michieletto (ITA)   | AB                          |
| 115                         | Elisa Dalla Valle (ITA)     | AB                          |
| 116                         | Debora Silvestri (ITA)      | 24e                         |

| Centre mondial du cyclisme WCC | Centre mondial du cyclisme WCC | Centre mondial du cyclisme WCC |
| ------------------------------ | ------------------------------ | ------------------------------ |
| Num                            | Coureuse                       | Pos                            |
| 121                            | Tereza Neumanová (CZE) (route) | 15e                            |
| 122                            | Ana Ruiz González (ESP)        | AB                             |
| 124                            | Nicole Hanselmann (SUI)        | AB                             |
| 125                            | Małgorzata Jasińska (POL)      | AB                             |
| 126                            | Luciana Roland (ARG)           | AB                             |

| Bizkaia-Durango BDP | Bizkaia-Durango BDP   | Bizkaia-Durango BDP |
| ------------------- | --------------------- | ------------------- |
| Num                 | Coureuse              | Pos                 |
| 131                 | Amaia Lartitegi (ESP) | AB                  |
| 132                 | Lucía González (ESP)  | AB                  |
| 133                 | Lydia Iglesias (ESP)  | AB                  |
| 135                 | Daniela Campos (POR)  | AB                  |
| 135                 | Ariana Gilabert (ESP) | AB                  |

| Farto-BTC FAR | Farto-BTC FAR                 | Farto-BTC FAR |
| ------------- | ----------------------------- | ------------- |
| Num           | Coureuse                      | Pos           |
| 141           | Enara López Gallastegi (ESP)  | AB            |
| 142           | Melissa Maia (POR)            | 44e           |
| 143           | Carla Fernandez Torres (ESP)  | AB            |
| 144           | Liliana Jesus (POR)           | AB            |
| 145           | Maria Del Pilar Jimenez (ESP) | AB            |
| 146           | Diana Pedrosa (POR)           | AB            |

| Sopela Women's Team SWT | Sopela Women's Team SWT        | Sopela Women's Team SWT |
| ----------------------- | ------------------------------ | ----------------------- |
| Num                     | Coureuse                       | Pos                     |
| 151                     | Naia Amondarain Gazañaga (ESP) | AB                      |
| 152                     | Maria Banlles Santamaria (ESP) | AB                      |
| 153                     | Claire Steels (GBR)            | 48e                     |
| 154                     | Sofía Rodríguez (ESP)          | AB                      |
| 155                     | Ines Cantera (ESP)             | AB                      |
| 156                     | Natalia Saiz (ESP)             | AB                      |

| Río Miera-Cantabria Deporte RMC | Río Miera-Cantabria Deporte RMC | Río Miera-Cantabria Deporte RMC |
| ------------------------------- | ------------------------------- | ------------------------------- |
| Num                             | Coureuse                        | Pos                             |
| 161                             | Elisabet Escursell Valero (ESP) | AB                              |
| 162                             | Nerea Nuno Iglesias (ESP)       | AB                              |
| 163                             | Paula Diaz (ESP)                | AB                              |
| 164                             | Irene Mendez Melgarejo (ESP)    | AB                              |
| 165                             | Fie Østerby                     | AB                              |
| 166                             | Susana Perez (ESP)              | AB                              |

| Laboral Kutxa-Fundación Euskadi LKF | Laboral Kutxa-Fundación Euskadi LKF | Laboral Kutxa-Fundación Euskadi LKF |
| ----------------------------------- | ----------------------------------- | ----------------------------------- |
| Num                                 | Coureuse                            | Pos                                 |
| 171                                 | Idoia Eraso (ESP)                   | 37e                                 |
| 172                                 | Eukene Larrarte (ESP)               | AB                                  |
| 173                                 | Garazi Estevez (ESP)                | AB                                  |
| 174                                 | Irantzu Beloki (ESP)                | AB                                  |
| 175                                 | Ainhize Barrainkua (ESP)            | AB                                  |
| 176                                 | Elena Cuenca (ESP)                  | AB                                  |